# Khaled Fouad Allam
Khaled Fouad Allam, né le 2 septembre 1955 à Tlemcen (Algérie) et mort le 10 juin 2015 à Rome, est un sociologue et un homme politique algérien naturalisé italien.

## Biographie
Chercheur universitaire de la Faculté des sciences politiques de l'université de Trieste, il y enseigne depuis 1994 la sociologie du monde musulman et l'histoire et les institutions des pays islamiques. Il enseigne aussi l'islamistique à l'université d'Urbino.
Il est l'auteur de nombreux ouvrages portant sur les rapports entre le monde arabo-musulman et l'Occident et collabore comme journaliste à La Repubblica.

### Politique
En avril 2006, il se fait élire député de la circonscription des Pouilles pour L'Ulivo. Il adhère ensuite au nouveau Parti démocrate. Il n'est pas candidat aux élections de 2008.
Il est membre du Conseil général du Parti radical transnational.